# Kurtrier
Kurtrier (auch: Erzstift Trier oder Kurfürstentum Trier) war eines der ursprünglich sieben Kurfürstentümer des Heiligen Römischen Reiches. Das weltliche Herrschaftsgebiet des Erzbischofs von Trier existierte von spätkarolingischer Zeit bis zum Reichsdeputationshauptschluss von 1803. Seit der Wende zum 16. Jahrhundert gehörte es zum kurrheinischen Reichskreis. Zur Zeit seiner größten Ausdehnung umfasste der Kurstaat im Wesentlichen Gebiete links und rechts der Unterläufe von Mosel und Lahn sowie des Mittelrheins zwischen Hammerstein und Oberwesel. Seine Hauptstadt war Trier, Residenzstadt seit dem 17. Jahrhundert Koblenz.
Die Erzbischöfe von Trier gehörten mit denen von Mainz und Köln zu den drei geistlichen Kurfürsten. Zusammen mit ihren vier weltlichen Standesgenossen, den Pfalzgrafen bei Rhein, den Markgrafen von Brandenburg, den Herzögen von Sachsen und den Königen von Böhmen, stand ihnen seit der Wende vom 12. zum 13. Jahrhundert das alleinige Recht zur Wahl des deutschen Königs zu, das 1356 in der Goldenen Bulle bestätigt wurde.

## Geschichte

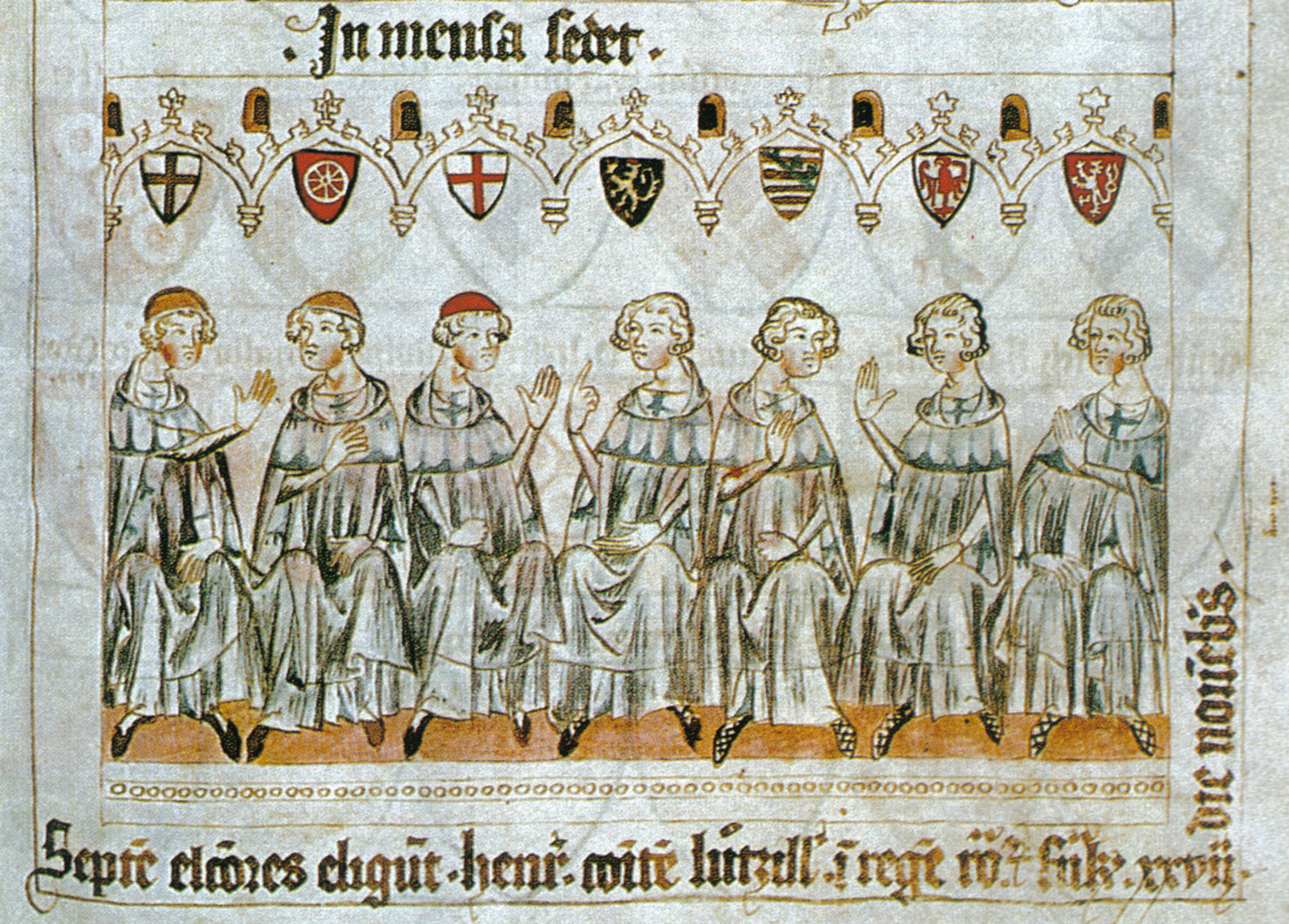
Die sieben Kurfürsten wählen Heinrich von Luxemburg zum König. Die Kurfürsten, kenntlich durch ihre Wappen, sind (v. l. n. r.) die Erzbischöfe von Köln (Heinrich II. von Virneburg), Mainz (Peter von Aspelt) und Trier (Balduin von Luxemburg), der Pfalzgraf bei Rhein (Rudolf I.), der Herzog von Sachsen (Rudolf I.), der Markgraf von Brandenburg (Waldemar) und der König von Böhmen (Heinrich von Kärnten).

Das Bistum Trier entstand bereits in spätrömischer Zeit, im 3. Jahrhundert. Seit dem 6. Jahrhundert waren ihm als Erzbistum die Suffragane von Metz, Toul und Verdun unterstellt. In spätkarolingischer Zeit begannen die Erzbischöfe von Trier mit dem Aufbau einer weltlichen Territorialherrschaft. Dieser weltliche Besitz des Bischofs von Trier, das Erzstift, ist zu unterscheiden von seinem geistlichen Einflussbereich, dem Erzbistum. Dessen Grenzen waren erheblich weiter und umfassten zum Beispiel auch Gebiete in Luxemburg und Frankreich. Andererseits gehörten zum Erzstift Gebiete, etwa das Amt Daun in der Eifel, die geistlich zum Erzbistum Köln gehörten.

### Entstehung

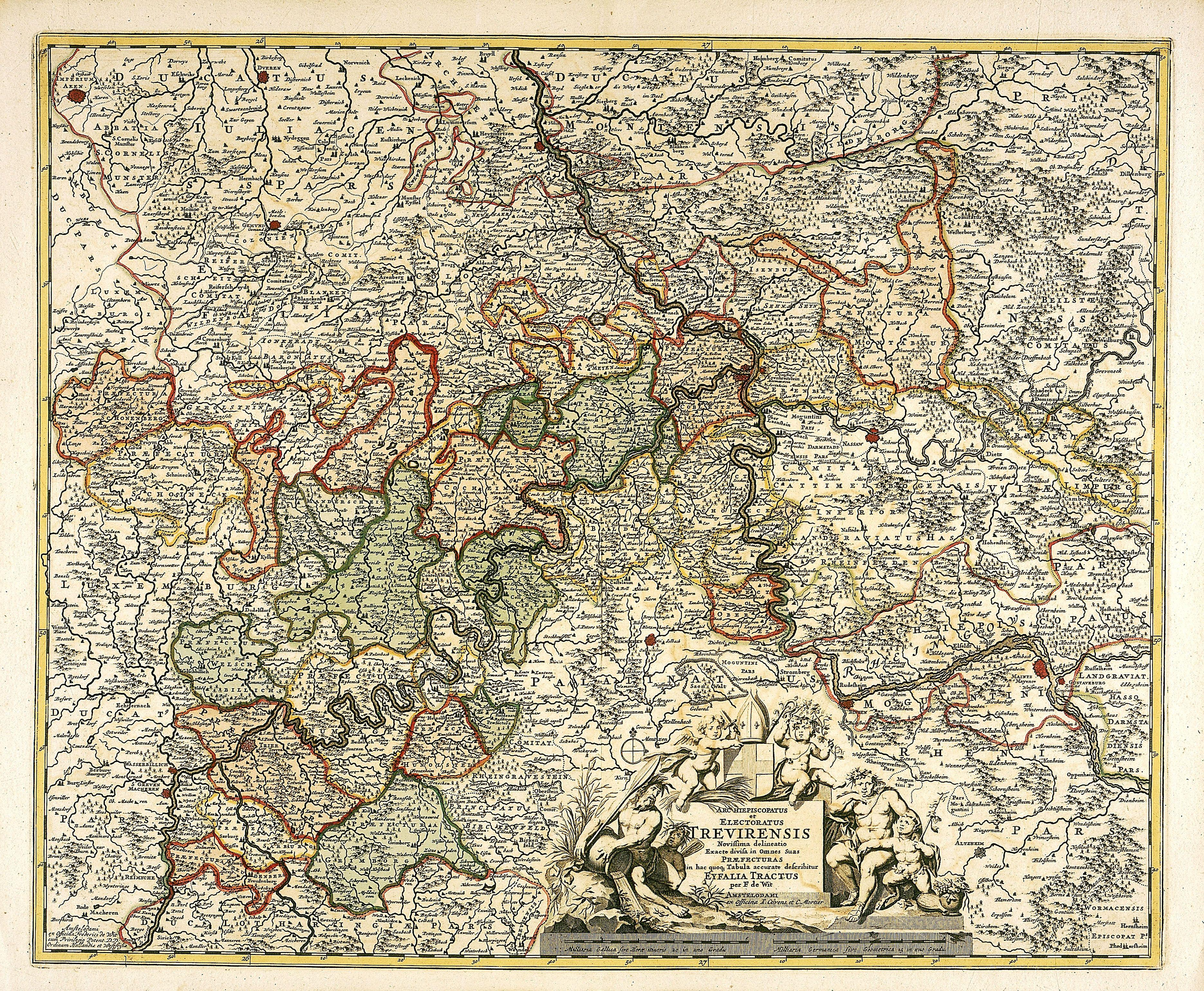
Landkarte aus dem 18. Jahrhundert von Frederik de Wit

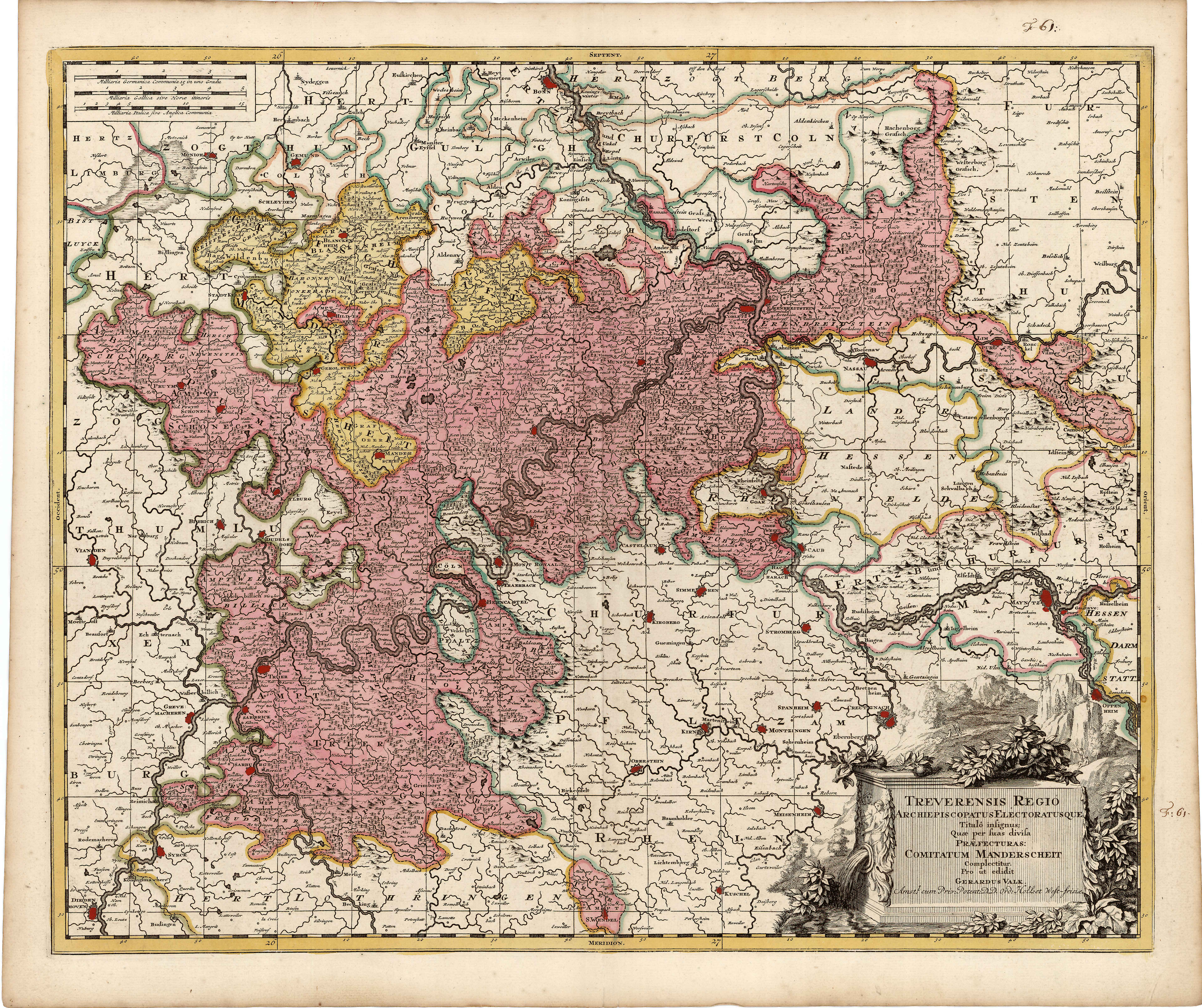
Erzbistum und Kurfürstentum Trier in seinen Ämtern 1710

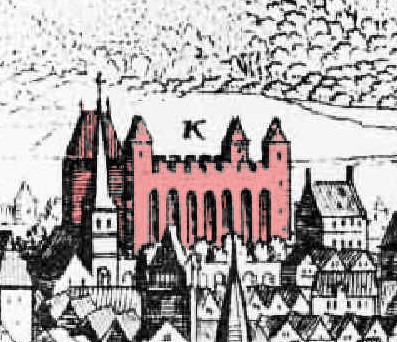
Festung des Kurfürsten in der Trierer Konstantinbasilika (ab zirka 1000), farblich markiert

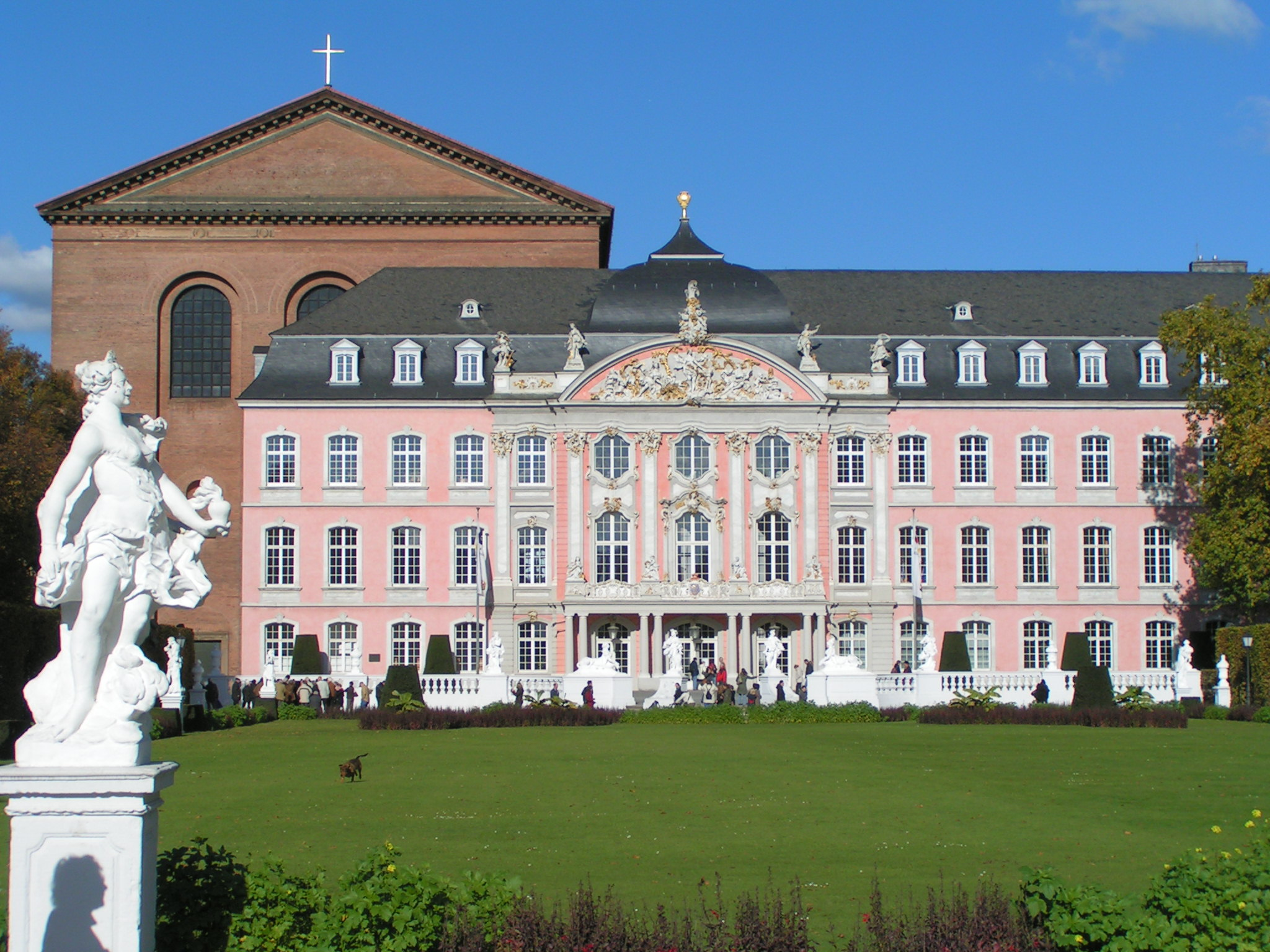
Kurfürstliches Palais Trier (1615–1676, Ausbau 1756) vor der (1846–1856 teilrekonstruierten) Konstantinbasilika

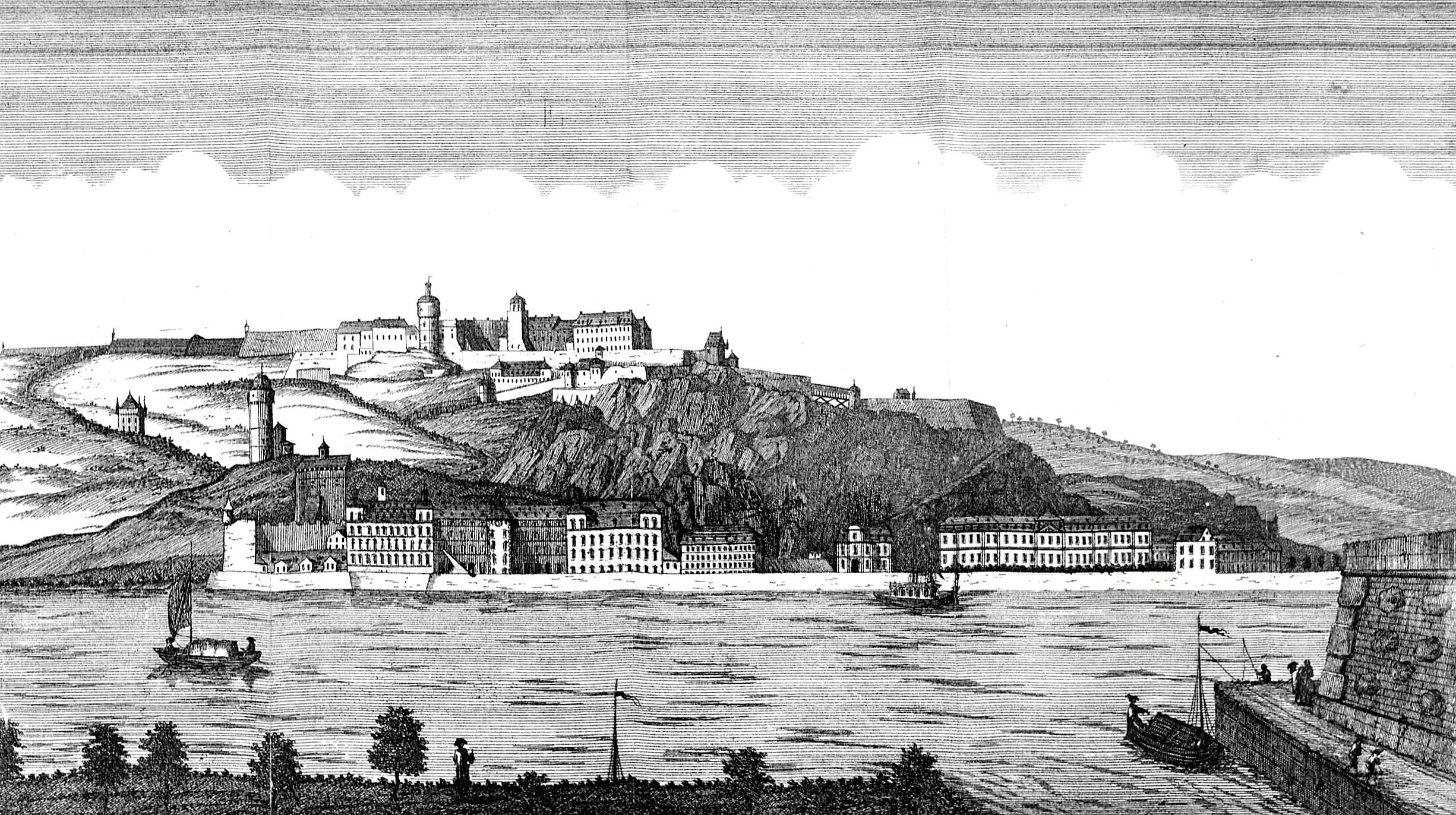
Das (1801 zerstörte) Schloss Philippsburg in Koblenz (Residenz von 1632 bis 1786) unten links, das (erhaltene) Dikasterialgebäude unten rechts, darüber die kurtrierische Festung Ehrenbreitstein, 1789

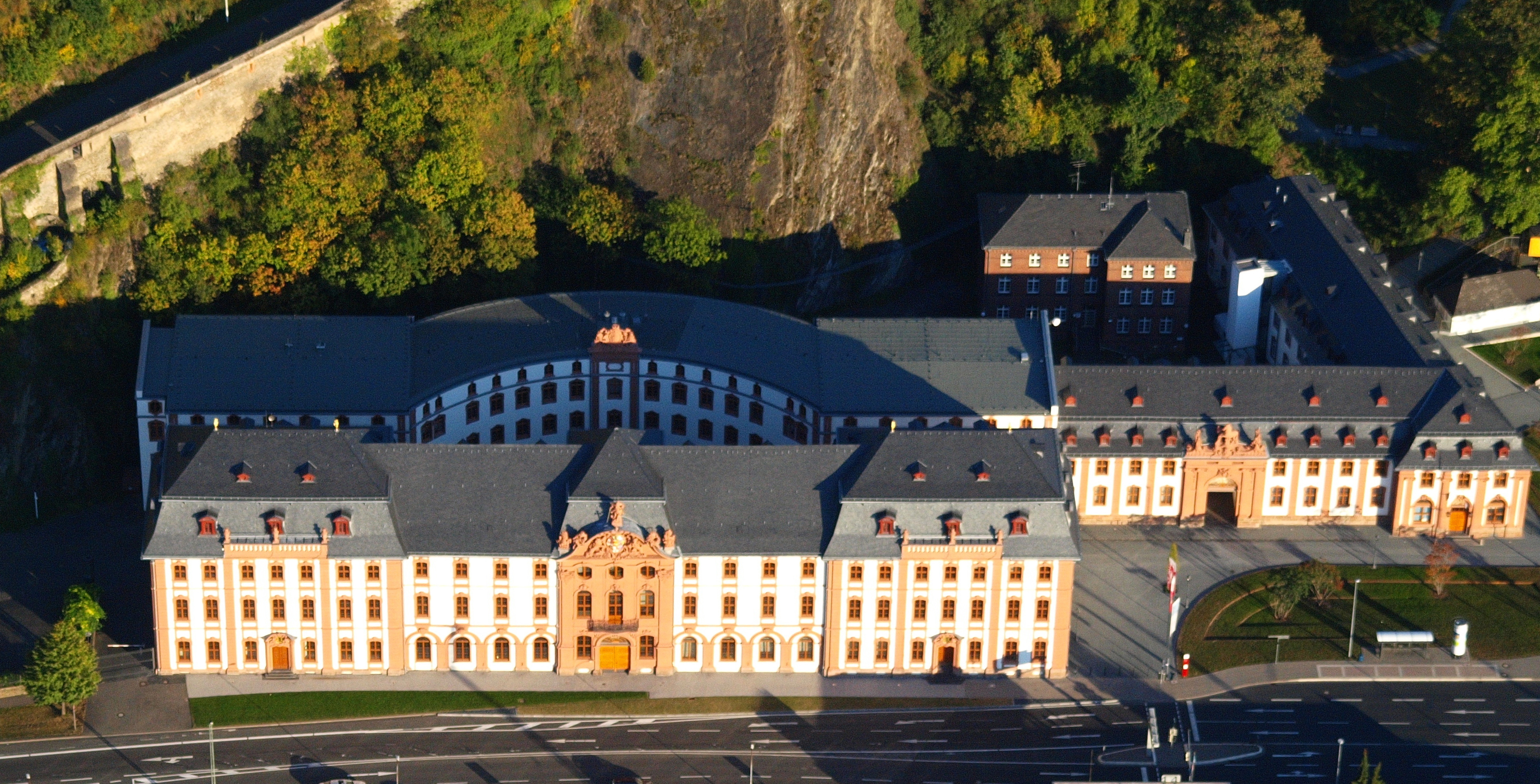
Dikasterium von Schloss Philippsburg in Koblenz, 1738–1749 von Balthasar Neumann und Johannes Seiz für Kurfürst Franz Georg von Schönborn errichtet

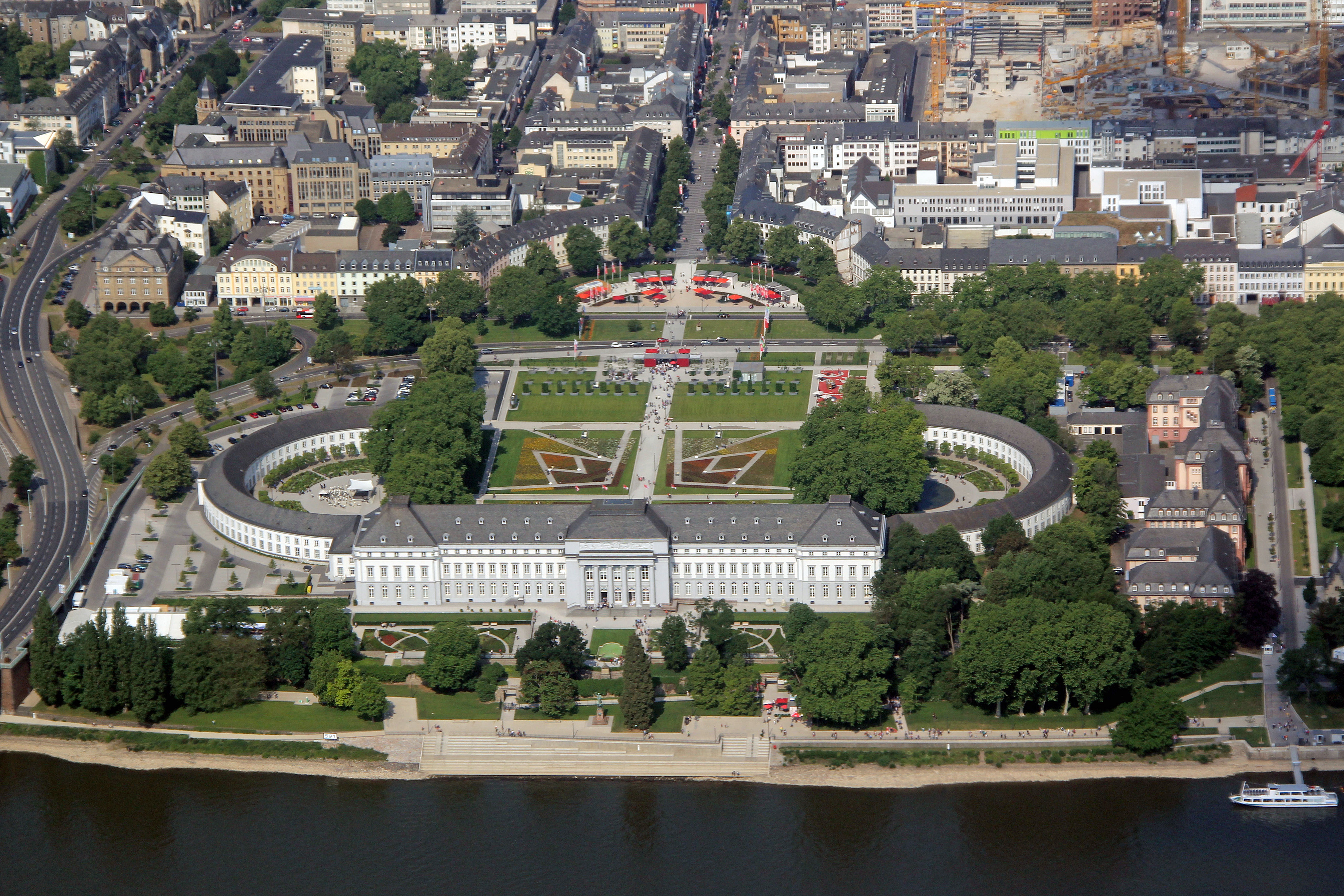
Kurfürstliches Schloss in Koblenz, 1777–1793

Als eigene Landesherrschaft bildete sich der Kurstaat seit dem Ende des 9. Jahrhunderts allmählich aus dem Herzogtum Oberlothringen heraus. Der Erzbischof von Trier erhielt 897 vom ostfränkischen König Arnulf von Kärnten den Bannforst im Hunsrück, und seit 902 war er auch weltlicher Herr seiner Residenzstadt. Bis zum Beginn des 11. Jahrhunderts blieb der entstehende Kurstaat auf Gebiete um Trier herum beschränkt, das später so genannte obere Erzstift. Dieses wurde 1018 beträchtlich erweitert, als Kaiser Heinrich II. dem Trierer Erzbischof Poppo von Babenberg den fränkischen Königshof Koblenz mitsamt dem zugehörigen Reichsgut übertrug. Das Land am Zusammenfluss von Rhein und Mosel und im unteren Westerwald bildete von da an das untere Erzstift.
Im 12. Jahrhundert gewannen die Bischöfe auch die weltlichen Besitzungen der Reichsabtei St. Maximin und die Vogteirechte des rheinischen Pfalzgrafen in ihrem Bistum.

### Entwicklung vom 12. bis 16. Jahrhundert
Im 12. und 13. Jahrhundert führten eine Reihe von Auseinandersetzungen mit den rheinischen Pfalzgrafen zu Gebietsgewinnen für Trier. Streitpunkte waren unter anderem die Burg Arras, die Burg Treis und die Burg Thurant. Ergebnis war die Verdrängung der Pfalzgrafen aus dem Eifel-Mosel-Gebiet nach Süden.
Seit dem Jahr 1198 gehörten die Erzbischöfe von Trier zum Kurfürstenkollegium. Wie auch die beiden anderen geistlichen Kurfürsten waren sie Kanzler eines der drei Reichsteile. Das Amt des Erzkanzlers für Burgund wurde aber mit dem weitgehenden Verlust der französischsprachigen Gebiete des Heiligen Römischen Reichs in der frühen Neuzeit zu einem inhaltsleeren Titel.
Unter Erzbischof Balduin von Luxemburg, dem bedeutendsten Kurfürsten von Trier, gelang es zwischen 1307 und 1354, zum Teil durch kriegerische Gebietserwerbungen, eine geschlossene territoriale Verbindung zwischen dem oberen und dem unteren Erzstift herzustellen. 1309 verpfändete der spätere Kaiser Heinrich VII. die Städte Boppard und Oberwesel am Rhein an seinen Bruder Erzbischof Balduin.
In der Folgezeit gewann Kurtrier weitere Gebiete in Eifel, Hunsrück, Westerwald und Taunus hinzu, etwa die Ämter Manderscheid, Cochem, Hammerstein und Limburg. Vor allem Kuno von Falkenstein und Werner von Falkenstein betrieben eine erfolgreiche Territorialpolitik.
Die Manderscheider Fehde 1430–1437 sorgte für erhebliche Zerstörungen und finanzielle Belastungen im Trierer Kurstaat. Ulrich von Manderscheid kämpfte gegen Raban von Helmstatt um den Trierer Bischofsstuhl. Mit dem Tod Ulrichs 1436 war die Auseinandersetzung im Wesentlichen entschieden.
Mit dem Erwerb der Grafschaft Virneburg 1545 und der Fürstabtei Prüm im Jahr 1576 war die territoriale Entwicklung des Erzstifts im Wesentlichen abgeschlossen. Anders als Kurköln und Kurmainz verfügte der Trierer Kurstaat über ein weitgehend geschlossenes Territorium. Es erstreckte sich vom Unterlauf der Saar bei Merzig beiderseits der Mosel bis Koblenz und lahnaufwärts bis Montabaur und Limburg. Eine Exklave im Herzogtum Jülich bildete das Amt Güsten-Welldorf, ein ehemaliger Besitz der Fürstabtei Prüm.

### Hexenwahn und Dreißigjähriger Krieg
Im 16. Jahrhundert kam es im Kurfürstentum vermehrt zu Hexenverfolgungen. Besonderes Aufsehen erregte der Fall des Trierer Schultheißen Dietrich Flade. Er hatte in seiner Funktion als Hexenrichter zahlreiche Hexenprozesse geleitet und Todesurteile gesprochen, wurde aber 1588 selbst als Hexer angeklagt. Er wurde auf Befehl des Kurfürsten Johann von Schönenberg am 4. Juli 1588 verhaftet und am 18. September 1589 zum Feuertod verurteilt. Der Jesuit Friedrich Spee, Autor der Schrift Cautio Criminalis und einer der schärfsten Kritiker des Hexenwahns, wirkte von 1633 bis 1635 als Beichtvater in Trierer Gefängnissen und Krankenhäusern.
Unter der Regierung des Kurfürsten Philipp Christoph von Sötern wurde Trier spätestens ab 1632 in den Dreißigjährigen Krieg verwickelt. Die bereits seit 1630 nach Streit der Bürgerschaft mit Sötern von spanischen Soldaten besetzte Bistumsstadt wurde 1632 von französischen Truppen im Auftrag des Kurfürsten zurückerobert, womit der Kurfürst sich gegen die Habsburger und den Kaiser stellte. Auch die Festung Ehrenbreitstein übergab Sötern zum Schutz vor den Schweden an Frankreich, während Koblenz auf Betreiben des Domkapitels kaiserliche Truppen aufgenommen hatte, die ausgerechnet von den Schweden nach kurzer Belagerung wieder vertrieben wurden. 1635 eroberten die Spanier Trier und Koblenz und nahmen den Kurfürsten gefangen, was Frankreich als Anlass für die Kriegserklärung an Spanien diente, womit der Französisch-Spanische Krieg begann. 1637 nahmen kaiserliche Truppen nach einjähriger Belagerung den Ehrenbreitstein ein und hielten ihn bis zum Kriegsende besetzt. Im Laufe des Krieges litt das Territorium des Kurfürstentums zunächst unter spanischer Besatzung und gegen diese vorgehende französische und schwedische Truppen, später unter den erneut dort liegenden spanischen und lothringischen Truppen.
Erst 1645 wurde der Kurfürst freigelassen und ihm Koblenz übergeben unter der Bedingung, dass er dem Prager Frieden beitritt und dem mit ihm verfeindeten Domkapitel Amnestie gewährt. Trotzdem paktierte Sötern nach seiner Rückkehr wieder mit den Franzosen, die er das noch spanisch besetzte Trier für ihn erobern ließ, und stritt weiter mit dem Domkapitel, das größtenteils nach Köln auswich. Als Sötern 1649 den gerade erst ins Kapitel aufgenommenen Philipp Ludwig von Reiffenberg zu seinem Koadjutor ernannte, beschloss das Kapitel im Kölner Exil, militärisch gegen ihn vorzugehen. Vom Domkapitel angeworbene Truppen brachten den Stadtkommandanten von Koblenz auf ihre Seite und nahmen Trier ein. Die vom Kurfürsten dagegen zur Hilfe gerufenen französischen Truppen wurden 1650 von lothringischen Truppen vertrieben und Sötern musste einer Wahl eines Koadjutors durch das Kapitel zustimmen. Nach anfänglichem Widerstand war Sötern schließlich gezwungen, die Wahl Karl Kaspar von der Leyens zu seinem Koadjutor und präsumtiven Nachfolger zu akzeptieren.
Im Jahr 1669 erließ die kurtrierische Regierung ein für das ganze Territorium geltendes Landrecht. Der Kurstaat besaß mehrere Herrschaftszentren, wobei das verkehrsgünstig gelegene Koblenz ständig an Bedeutung gewann. Die Residenz wurde 1632 aus dem weniger stark befestigten Trier nach Schloss Philippsburg in Ehrenbreitstein und 1786 in das neu erbaute Kurfürstliche Schloss von Koblenz verlegt. Als Jagdschloss diente die Burg Daun und ab 1764 Schloss Engers am Rhein.

### Pfälzischer Erbfolgekrieg
Im Juni und Juli des Jahres 1684 wurde die Stadt Trier nach der Eroberung Luxemburgs von französischen Truppen besetzt. Nach Ausbruch des Pfälzischen Erbfolgekriegs wurde Kurtrier fast komplett von Frankreich besetzt und stark zerstört. So gingen die Städte Cochem, Mayen, Wittlich und andere Städte in Flammen auf. Koblenz widerstand 1688 einer Belagerung, wurde aber durch Kanonenbeschuss stark beschädigt. Burg Stolzenfels am Rhein wurde 1689 völlig zerstört. Auf Grund des defensiven Vorgehens der Reichstruppen blieben die linksrheinischen Teile des Erzstifts in der Hand der Franzosen. 1697 wurde der Pfälzische Erbfolgekrieg durch den Frieden von Rijswijk beendet und die französischen Truppen verließen das Kurfürstentum.

### Das Ende des Kurstaats
Unter dem letzten Trierer Kurfürsten, Clemens Wenzeslaus von Sachsen, wurde Koblenz zum Sammelpunkt gegenrevolutionärer französischer Adliger. Während des Ersten Koalitionskriegs besetzten 1794 französische Revolutionstruppen den größten Teil des Kurfürstentums. Die kurtrierische Festung Ehrenbreitstein konnte sich noch bis 1799 halten, musste dann aber auch aufgeben. Seine linksrheinischen Gebiete wurden 1801 im Frieden von Lunéville Frankreich angegliedert und im Wesentlichen auf die Départements Sarre mit Sitz in Trier und Rhin-et-Moselle mit Sitz in Koblenz aufgeteilt. Die rechtsrheinischen Gebiete fielen 1803 an Nassau-Weilburg.
Beim Wiener Kongress wurden die kurtrierischen Gebiete größtenteils dem Königreich Preußen zugeschlagen und 1822 in die preußische Rheinprovinz eingegliedert. Bis auf die Region um das hessische Limburg und einzelne Ortschaften im Saarland und in Nordrhein-Westfalen bilden sie seit 1946 den nördlichen Teil des neu gebildeten Landes Rheinland-Pfalz. Dessen Landeswappen zeigt neben dem kurpfälzischen Löwen und dem Mainzer Rad das rote Kreuz von Kurtrier.
Der Gebrauch des Titels Fürst(erz)bischof sowie die Verwendung der damit verbundenen weltlichen Würdezeichen (wie Fürstenhut und -mantel) wurde 1951 durch Papst Pius XII. auch formell abgeschafft.

### Landesburgen
Zur Verwaltung und Kontrolle des Territoriums besaß Kurtrier Landesburgen. Im Gegensatz zur Lehensburg konnte der Erzbischof über Landesburgen unmittelbar verfügen. Die Anlagen waren mit erzbischöflichen Bediensteten besetzt (Amtmänner, Burgmänner, Kellner und Wächter).
Liste der Trierer Landesburgen:
Arras, Baldenau, Balduinseck, Balduinstein, Burg Bischofstein, Burg Wernerseck, Boppard, Cochem, Ehrenbreitstein, Genovevaburg, Grimburg, Hartenfels, Alte Burg Koblenz, Kyllburg, Oberburg Manderscheid, Malberg, Montabaur, Neuerburg, Pfalzel, Ramstein, Rauschenburg, Saarburg, Sterrenberg, Stolzenfels, Treis, Thurant, Trier (Palastaula), Welschbillig.

## Die Ständeordnung
Die Ständeordnung des Kurfürstentums Trier sah drei Organe vor: den Kurfürsten, das Domkapitel und die Versammlung der Landstände.

### Der Kurfürst
Der Kurfürst war der oberste Landesherr des Kurfürstentums und in Personalunion Erzbischof des sehr viel größeren Erzbistums Trier. Nach der Wahl durch das Domkapitel wurde er vom Papst als Erzbischof und vom Kaiser als Kurfürst eingesetzt. In seiner weltlichen Funktion wurde er von einem Hofrat beraten und regierte seit dem 16. Jahrhundert weitgehend absolutistisch. Jedoch war er bei seinen Entscheidungen durch das so genannte Konsensrecht des Domkapitels und der Landstände häufig eingeschränkt.

### Das Domkapitel
Eine wichtige Aufgabe des Domkapitels war die Wahl des Erzbischofs. An seiner Spitze stand der Dompropst. Der Kurfürst konnte ohne die Zustimmung des Domkapitels die Landstände nicht einberufen, des Weiteren waren die Verträge des Kurfürsten ohne Gegenzeichnung durch das Domkapitel nicht gültig. In Zeiten der Sedisvakanz übernahm das Domkapitel die gesamte Regierung, konnte Münzen prägen und Kriege führen. Das Domkapitel nahm eine autonome Stellung ein, war von Steuern befreit und verwaltete seine Güter selbst.

### Die Landstände
Seit 1501 gab es in Kurtrier Landstände, die für das gesamte Kurfürstentum zuständig waren. Ihre wichtigste Aufgabe war die Bewilligung neuer Steuern. Die Schaffung dieses Gremiums war nach der Reichsreform notwendig geworden, die erstmals die Erhebung einer reichsweiten Steuer, des Gemeinen Pfennigs, vorsah.
Der Kurfürst rief den Landtag, der in der Regel einmal jährlich tagte, mit Zustimmung des Domkapitels ein. Auf den Landtagen wurde auch über Beschwerden und Forderungen der Stände beraten, die dann an den Kurfürsten weitergeleitet wurden.

## Die Trierer Kurfürsten seit dem 13. Jahrhundert

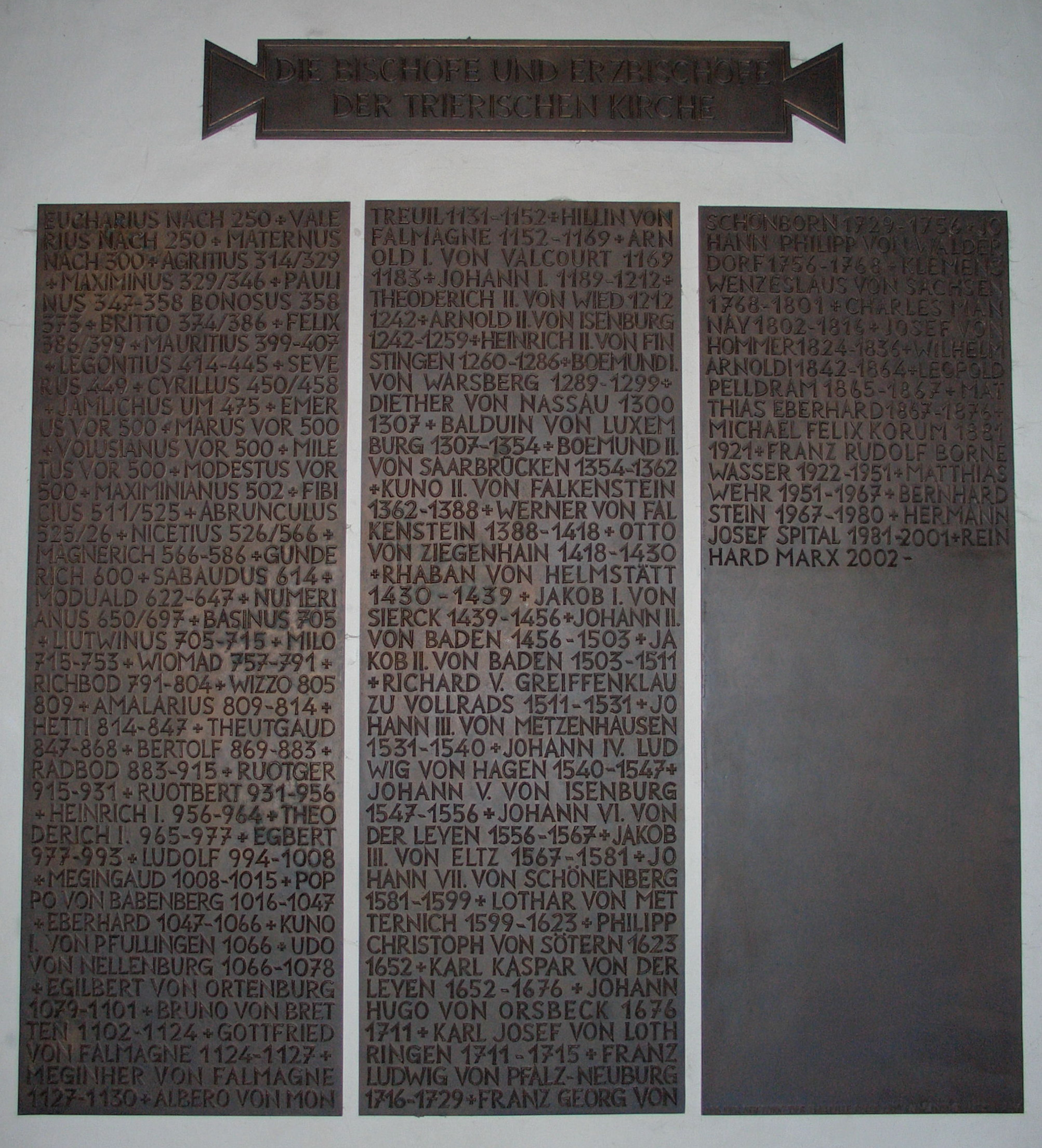
Liste der Bischöfe von Trier im Trierer Dom

| Name                               | von  | bis  |
| ---------------------------------- | ---- | ---- |
| Johann I.                          | 1190 | 1212 |
| Theoderich von Wied                | 1212 | 1242 |
| Arnold II. von Isenburg            | 1242 | 1259 |
| Heinrich II. von Finstingen        | 1260 | 1286 |
| Bohemond I. von Warnesberg         | 1289 | 1299 |
| Diether von Nassau                 | 1300 | 1307 |
| Balduin von Luxemburg              | 1307 | 1354 |
| Boemund II. von Saarbrücken        | 1354 | 1361 |
| Kuno II. von Falkenstein           | 1362 | 1388 |
| Werner von Falkenstein             | 1388 | 1418 |
| Otto von Ziegenhain                | 1418 | 1430 |
| Rhaban von Helmstätt               | 1430 | 1438 |
| Jakob I. von Sierck                | 1439 | 1456 |
| Johann II. von Baden               | 1456 | 1503 |
| Jakob II. von Baden                | 1503 | 1511 |
| Richard von Greiffenklau           | 1511 | 1531 |
| Johann III. von Metzenhausen       | 1531 | 1540 |
| Johann IV. Ludwig von Hagen        | 1540 | 1547 |
| Johann V. von Isenburg             | 1547 | 1556 |
| Johann VI. von der Leyen           | 1556 | 1567 |
| Jakob III. von Eltz                | 1567 | 1581 |
| Johann VII. von Schönenberg        | 1581 | 1599 |
| Lothar von Metternich              | 1599 | 1623 |
| Philipp Christoph von Sötern       | 1623 | 1652 |
| Karl Kaspar von der Leyen          | 1652 | 1676 |
| Johann VIII. Hugo von Orsbeck      | 1676 | 1711 |
| Karl Joseph von Lothringen         | 1711 | 1715 |
| Franz Ludwig von Neuburg bei Rhein | 1716 | 1729 |
| Franz Georg von Schönborn          | 1729 | 1756 |
| Johann IX. Philipp von Walderdorff | 1756 | 1768 |
| Clemens Wenzeslaus von Sachsen     | 1768 | 1803 |